# Kundu

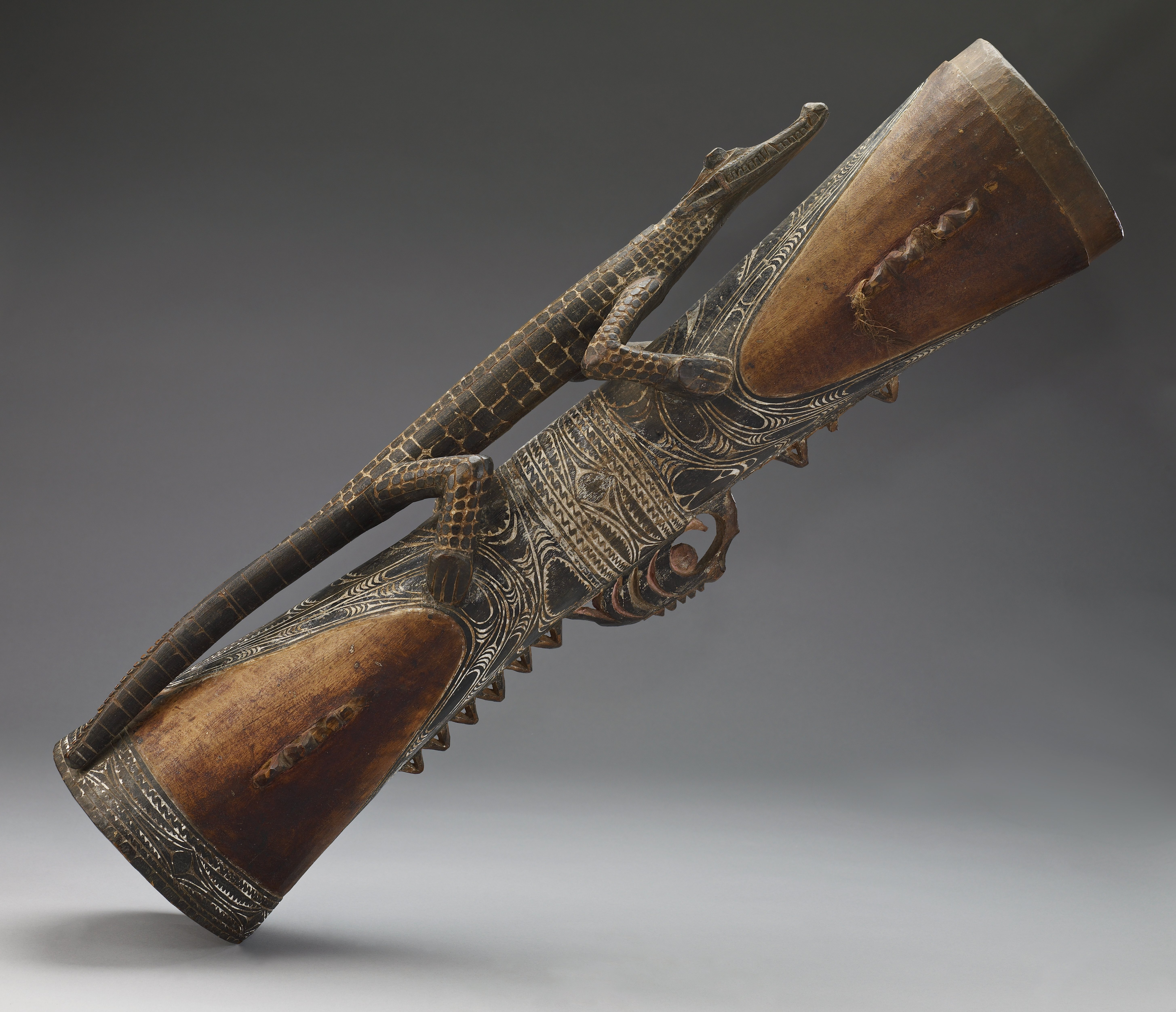
Tambour Kundu de Papouasie Nouvelle Guinée. Dans la collection du Minneapolis Institute of Art.

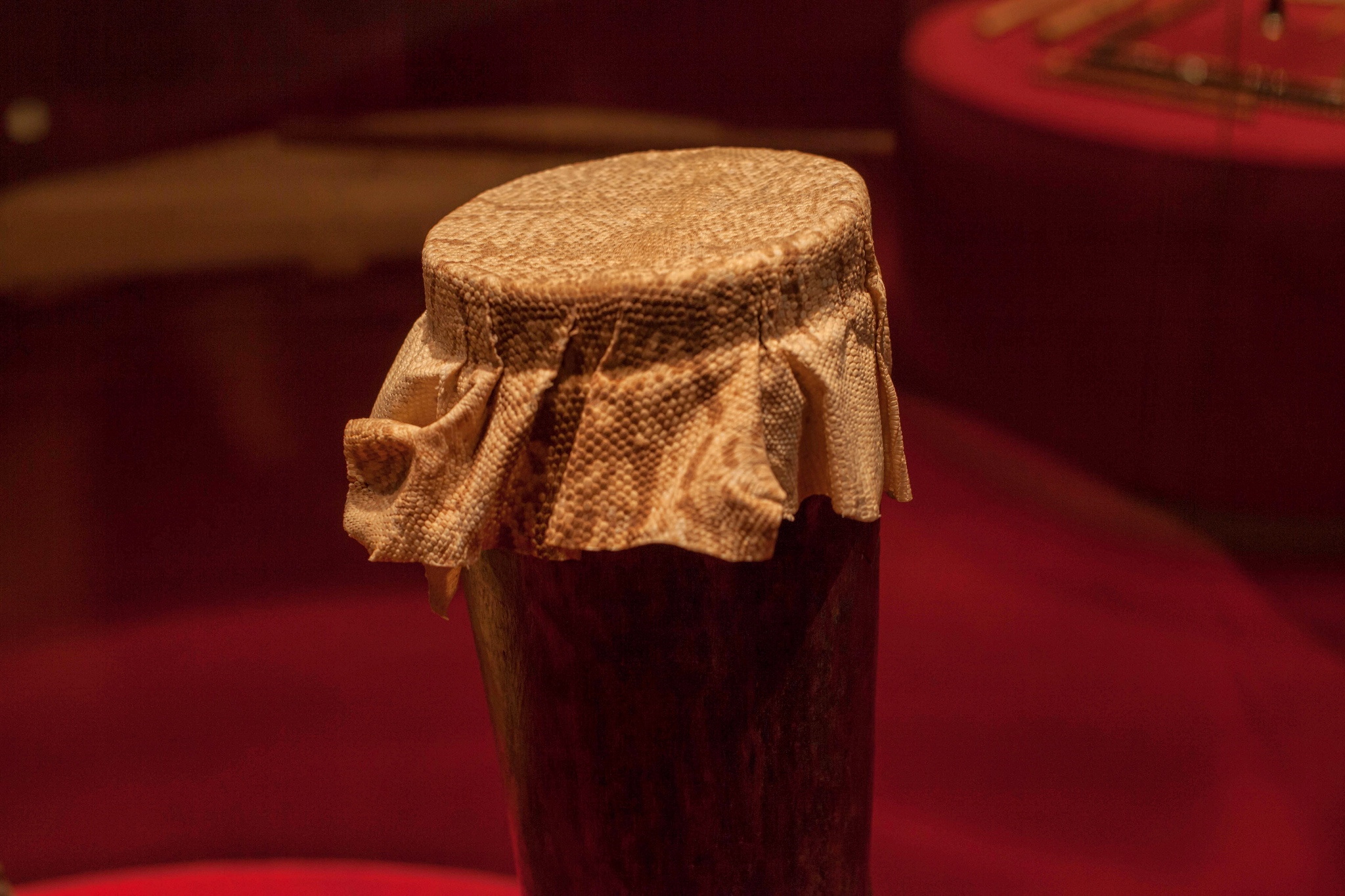
Kundu, Museu de la Música de Barcelona

Le kundu est le nom générique du tambour en papou. C'est un tambour en forme de sablier, fait en bois, avec une peau de serpent comme membrane. Une poignée est placée sur la partie la plus étroite du tambour. Souvent, le kundu est décoré de figures d'animaux sur ses bords. La poignée est généralement la plus belle partie décoré (style ajouré). Il faut le battre pour créer des sons.
Le kundu est utilisé dans nombre de fêtes religieuses ou civiles. Pour les Papous, le son du kundu est la voix des ancêtres. Ce concept est commun à l'ensemble monde océanien.
La taille est très variable : certains pouvant être joués d'un seul doigt, d'autres étant grands comme un homme.
Ce tambour est si caractéristique du pays qu'il figure sur ses armes.